# واکنش فریدل–کرافتس
واکنش فریدل–کرافتس (به انگلیسی: Friedel–Crafts reaction) مجموعه‌ای از واکنش‌های جابجایی است که طی آن یک گروه آلکیل یا آسیل، با یکی از اتم‌های هیدروژن موجود در حلقه بنزنی جابجا می‌شود. این واکنش در حضور کاتالیست آلومینیوم کلرید انجام می‌گیرد. واکنش فریدل–کرافتس به‌طور مشترک توسط چارلز فریدل و جیمز کرافتس و در سال ۱۸۷۷ کشف شد. حالت کلی این واکنش در شکل زیر نشان داده شده‌است:

## آلکیل‌دار کردن فریدل–کرافتس
آلکیل‌دار کردن فریدل–کرافتس شامل آلکیل‌دار کردن یک حلقه آروماتیک با یک آلکیل هالید با استفاده از یک اسید لوئیسی قوی، مانند آلومینیوم کلرید، فریک کلرید، یا دیگر واکنشگرهای MXn بعنوان کاتالیزور می‌شود. سازوکار کلی برای آلکیل هالیدها در پایین نشان‌داده شده‌است.

## آسیل‌دار کردن فریدل–کرافتس
آسیل‌دار کردن فریدل–کرافتس شامل آسیل‌دار کردن حلقه‌های آروماتیک می‌باشند. عوامل معمولی آسیل‌دار کننده عبارتند از آسیل کلریدها و کاتالیزورهای مورد استفاده اسیدهای لوئیسی مانند آلومینیوم تری‌کلرید هستند.